# NGC 2592
NGC 2592 je galaksija u zviježđu Raku.

## Vanjske poveznice
- SEDS: NGC 2592